# Castell Henllys
El Castell Henllys és un jaciment arqueològic de l'edat del ferro que es troba al sud-oest de Gal·les.

## Descripció
El castre de Castell Henllys és al comtat de Sir Benfro, al sud-oest de Gal·les. Es troba a 6 km a l'est de Newport i a uns 10 km al sud-oest d'Aberteifi.
El pujol s'encara al nord amb Nant Duat, un petit riu que desemboca al Nevern. Té forts pendents a l'est, sud i oest. Les fortificacions d'aquests tres costats es limiten a terraplens, mentre que al nord s'han excavat séquies i rases. L'espai inclòs en les fortificacions s'estén en una mitja hectàrea. S'hi van construir unes cases redones, amb un diàmetre que oscil·lava entre els 6 i els 11 m. 
El fort fou abandonat cap al final de l'edat del Ferro per granges disperses pel camp de la rodalia, inclosa una situada al peu del pujol al nord, que continuà habitada durant tot el període britoromà. Va ser breument ocupat de nou i reforçat cap a la fi d'aquest període, quan l'àrea fou sotmesa a incursions irlandeses.
Sobre els seus fonaments s'alçaren cases redones, i una sitja de gra, amb materials de l'època. El lloc, gestionat pel Parc Nacional de la Costa de Pembrokeshire, és un museu arqueològic a l'aire lliure amb actors que interpreten gent del poble dels demetes.

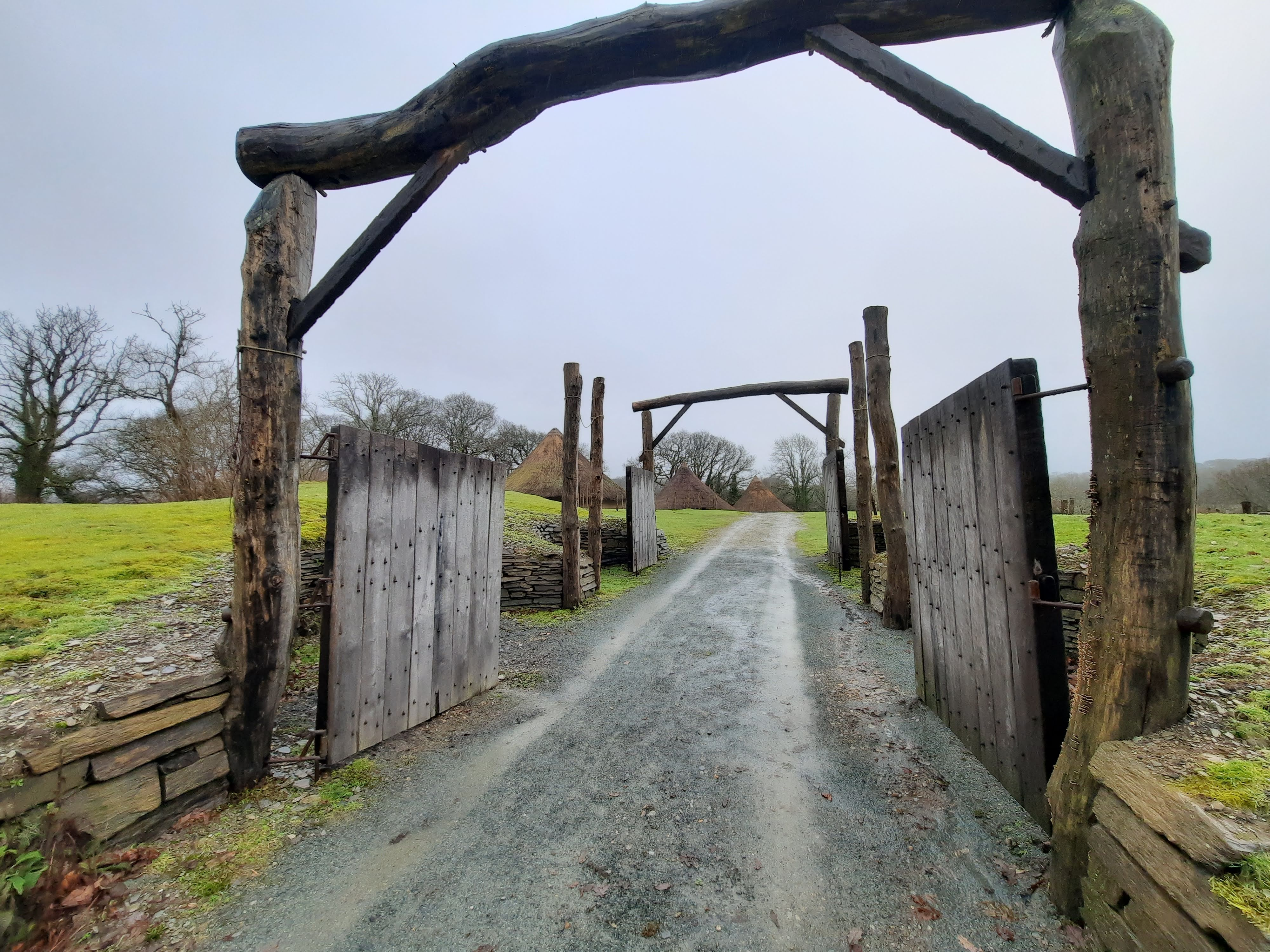
L'entrada al museu
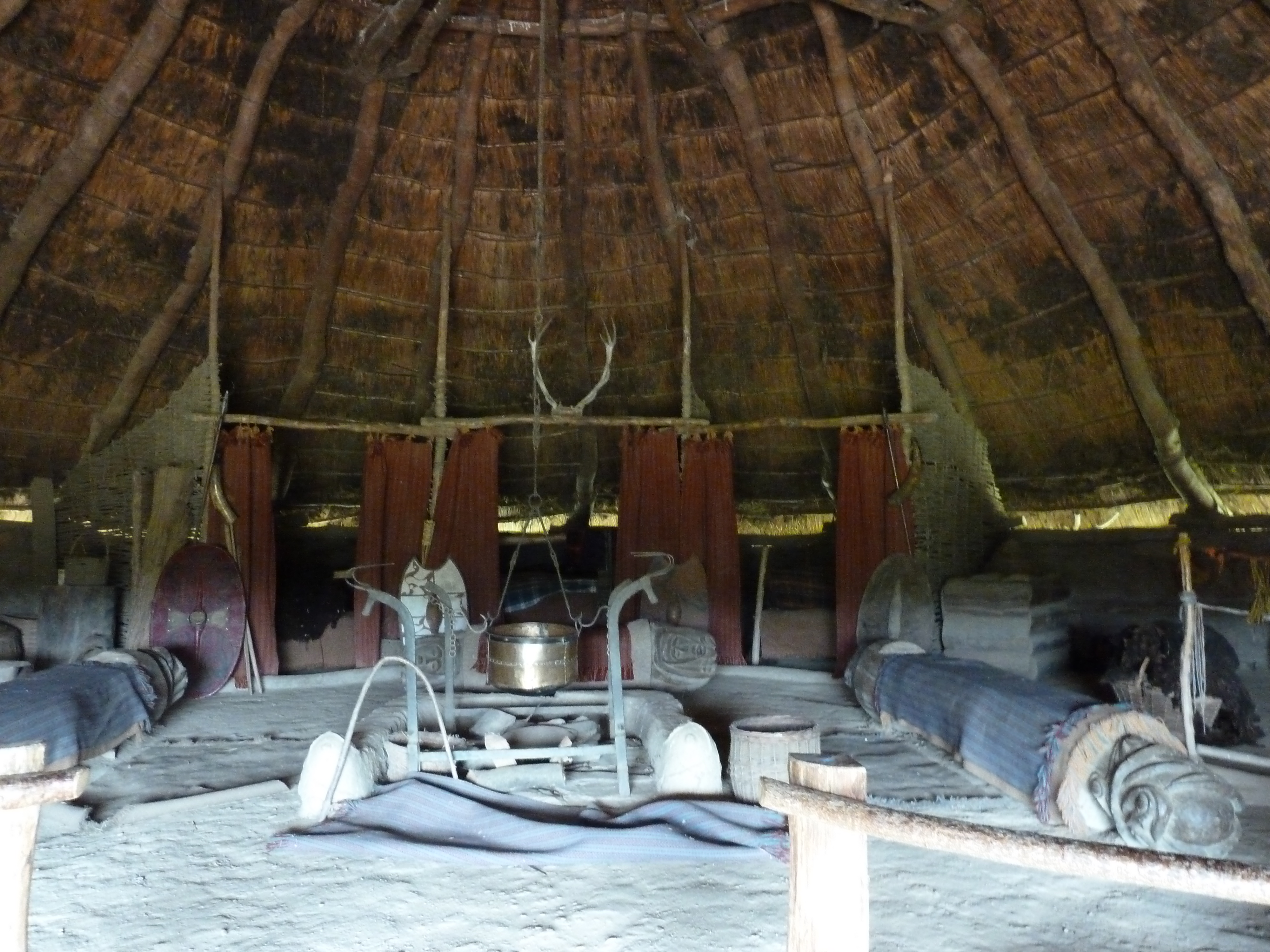
Interior d'una casa reconstruïda
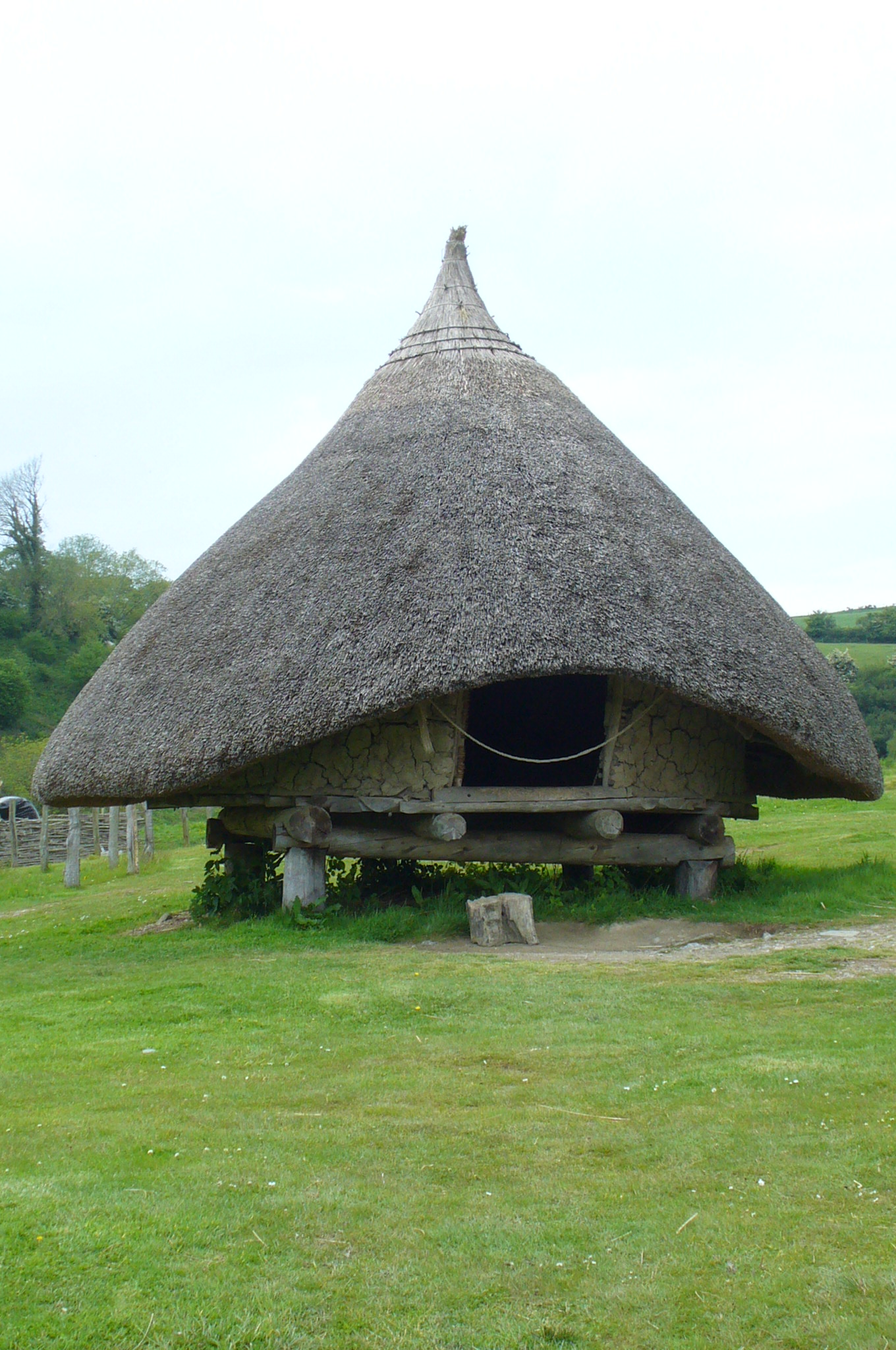
La sitja de gra reconstruïda